# Nephropsis rosea
Nephropsis rosea là một loài tôm hùm càng. Loài tôm hùm càng này được tìm thấy ở vùng biển Caribê và vịnh Mexico, và xa về phía bắc ở phía tây Đại Tây Dương như Bermuda, và phía nam cũng như Guiana. Chúng chủ yếu sống ở độ sâu 500-800 mét.